# Garapa (filme)
Garapa é um documentário brasileiro de 2009, dirigido por José Padilha. O documentário tem como tema a fome no mundo, e teve a sua pré-estréia na 32ª edição da Mostra Internacional de Cinema de São Paulo.
Resultado de mais de 45 horas de material filmado por uma pequena equipe que, durante quatro semanas, acompanhou o cotidiano de três famílias no estado do Ceará em estado de insegurança alimentar grave, o filme representou o Brasil na categoria documentários no Festival internacional do filme de Berlim de 2009.